# Vidéky Károly
Vidéky Károly (született Kohlmann Károly, Újvidék, 1800. január 3. – Budapest, 1882. május 21.) magyar grafikus és térképrajzoló.

## Életútja
Fiatal korában kezdett térképeket rajzolni, Bács vármegye több tájának megrajzolása a nevéhez kötődik. A rézmetszés mesterségét Pesten farkasfalvy Farkas József műhelyében tanulta. 1825-ben Újvidékről Pestre költözött, ahol megragadta a reformkori nagyváros nemzeti és szabadelvű szellemi élete. A korszellemnek megfelelően a vidéki Magyarország paraszti kultúráját, tájait és népviseleteit megörökítő rézkarcok sokaságát készítette el főként a Honművész és a Regélő című lapok megrendelésére. Nevét 1842-ben a német hangzású Kohlmannról a születési helyére utaló Vidéky Károlyra változtatta. A '48-as szabadságharc idején lakása gyakran volt a korszak vezető közéleti szereplőinek találkozóhelye. A szabadságharc bukása utáni elnyomatás idején Vidéky nyomtatványok illusztrálásából és szentképek készítéséből próbált meg jövedelemhez jutni. Vidékytől 300-nál több rézmetszet maradt az utókorra. Elhunyt 1882. május 21-én reggel fél hatkor, örök nyugalomra helyezték 1882. május 23-án délután a Kerepesi úti temetőben.